# تناظر محوري

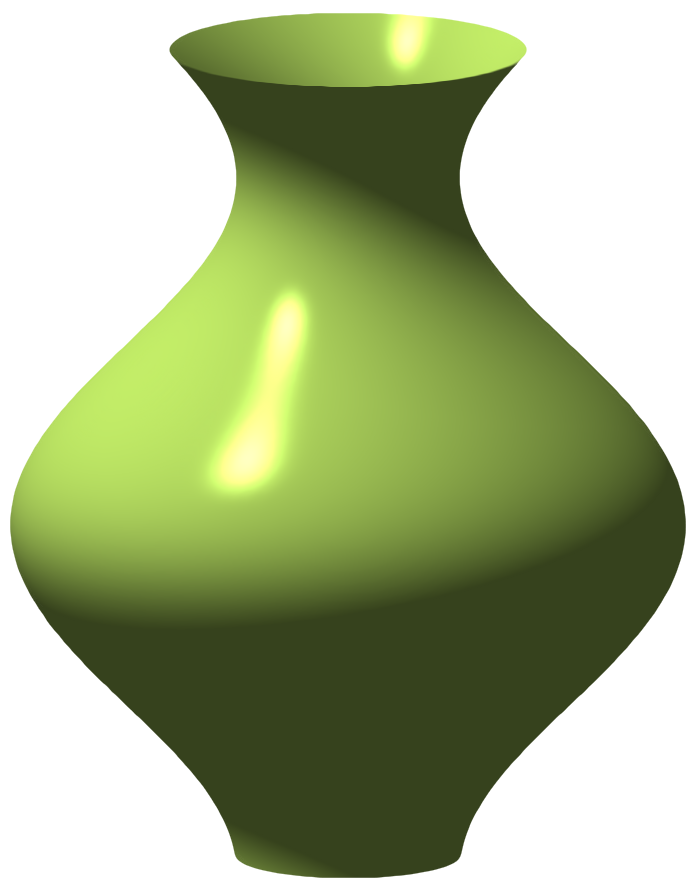
توضيح سطح الدوران

التناظر المحوري (بالإنجليزية: Axial symmetry) هو التناظر حول محور ما، ولذلك فإن الشئ يصبح متناظر محوريا عندما لا يتغير مظهره عند دورانه حول محور ما.
كمثال لذلك، مضرب بيسبول بدون علامة تجارية أو أي تصميم آخر، أو صحن فنجان شاي أبيض عادي، يبدو كالمثل عند دورانه بأي زاوية حول الخط حيث يمر طوله بمركزه، وبالتالي يعتبر متناظر محورياً.